# چرخان‌تباران
چرخان‌تباران (Rotifera) شاخه‌ای از سلسلهٔ جانوران که مژه‌های تاج سر آنها متحرک است و طول گونه‌های از ۴۰ میکرومتر تا ۳ میلی‌متر است. این شاخه گَردان‌تنان هم نامیده شده‌است)
چرخان‌تباران ارگانیسم‌هایی چندسلولی و کوچک هستند از زیرفرمانروی هوپَس‌زیان که طول آن‌ها بیش از ۲ میلی‌متر نیست.

چرخان‌تباران نر از ماده‌ها کوچک‌ترند و ساختار بدنی آن‌ها نیز ساده‌تر از ماده‌ها است.
مشخصه چرخان‌تباران دارا بودن یک اندام چرخنده در بخش سر آن‌ها است. این بازه دهانی به حلق می‌رسد که این بخش نقش معده را دارد. بیشتر چرخان‌تباران در آب زندگی می‌کنند و شمار کمی نیز در خاک دیده می‌شوند.